# Jazz Sahara
Jazz Sahara — дебютний студійний альбом американського джазового контрабасиста і виконавця на уді Ахмеда Абдул-Маліка, випущений у 1958 році лейблом Riverside.

## Опис
Ця сесія є раннім прикладном поєднання джазу з етнічною музикою. Ахмед Абдул-Малік грає на контрабасі та уді; тісно взаємодіє із скрипкою Найма Караканда, кануном Джека Ганайма (72-струнний інструмент) та дарбукою Майка Гемвея (ударний барабан); об'єднується з ударними Ела Гейрвуда і тенор-саксофоном Джонні Гріффіна (на трьох з чотирьох композиціях). Музика являє собою народну музику Середнього Сходу із додаванням тенор-саксофону Гріффіна.

## Список композицій
1. «Ya Annas» (Ахмед Абдул-Малік) — 11:10
2. «Isma'a» (Ахмед Абдул-Малік) — 9:10
3. «El Haris» (Ахмед Абдул-Малік) — 11:28
4. «Farah 'Alaiyna» (Ахмед Абдул-Малік) — 6:59

## Учасники запису
- Ахмед Абдул-Малік — контрабас, уд
- Джонні Гріффін — тенор-саксофон (1—3)
- Найм Караканд — скрипка
- Ел Гейрвуд — ударні
- Білал Абдуррахман — даф [бубон]
- Джек Гранайм — канун
- Майк Гемвей — дарбука

Технічний персонал
- Білл Грауер — продюсер
- Джек Хіггінс — інженер
- Гаррі Левайн, Кен Брейрен, Пол Бейкон — обкладинка, дизайн